# 青い傘で
「青い傘で」（あおいかさで）は、FIELD OF VIEWの12枚目のシングル。

## 解説
- この頃にはメンバーが積極的に曲作成に加わっており、この曲のPVのディレクションも小橋が行った。
- 後に大野愛果が自身のアルバム 「Shadows of Dreams」にて英語バージョンとしてセルフカバーした。
- 作詞は前作同様、AZUKI七(元GARNET CROW)が提供。
- この曲には2バージョンあり、2バージョン目は『FIELD OF VIEW 25th Anniversary Extra Rare Best 2020』に収録されている別テイク。最初に太鼓のような音が入っているのが1バージョン目。2バージョン目は太鼓の音がない。デジタルのような音が代わりに入っている。
- 『筋肉番付』エンディング・テーマ曲。
- 2020年5月時点、カップリング曲はアルバム未収録。

## 収録曲
1. 青い傘で
作詞:AZUKI七 / 作曲:大野愛果 / 編曲:徳永暁人&FIELD OF VIEW
2. 抱きしめたい〜Everynight everyday〜
作詞・作曲:浅岡雄也 / 編曲:大島こうすけ
3. 青い傘で（オリジナルカラオケ）

## 収録アルバム
- LOVELY JUBBLY (#1)
- FIELD OF VIEW BEST 〜fifteen colours〜 (#1)
- the FIELD OF VIEW BEST 2001 Limited Edition of Asia (#1)
- Memorial BEST 〜Gift of Melodies〜 (#1)
- complete of FIELD OF VIEW at the BEING studio (#1)
- FIELD OF VIEW BEST HITS (#1)
- FIELD OF VIEW 25th Anniversary Extra Rare Best 2020 (#1、別テイク)